# Roulette russe
Pour les articles homonymes, voir Russian Roulette.
Pour l'album d'Alain Bashung, voir Roulette russe (album).

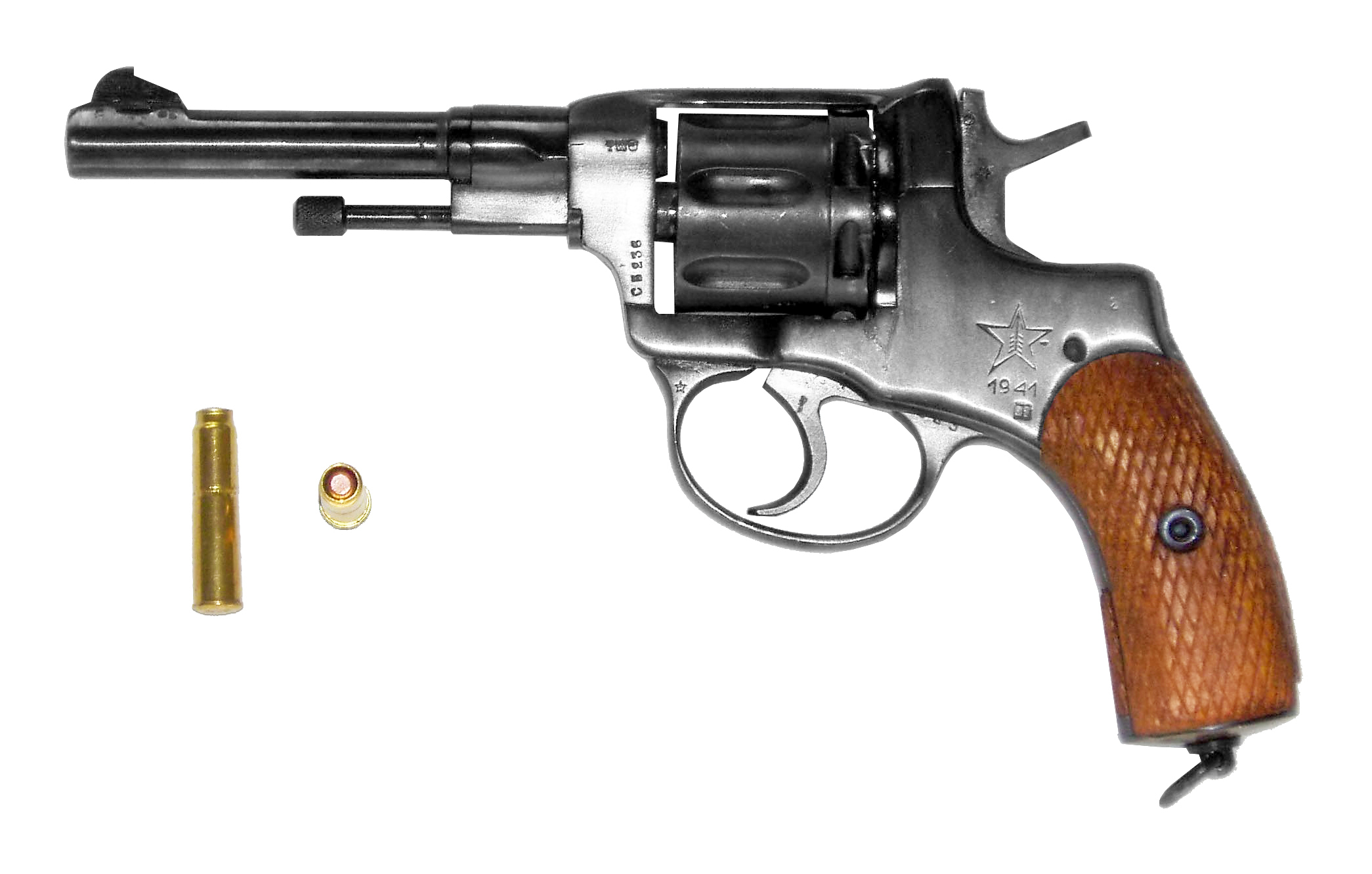
Un revolver russe Nagant M1895.

La roulette russe est un jeu de hasard potentiellement mortel consistant à mettre une balle dans le barillet d'un révolver, à tourner ce dernier de manière aléatoire (assez vite pour qu'on ne puisse pas suivre l'emplacement de la chambre chargée), puis à pointer le revolver sur sa tempe avant d'actionner la détente. Si la chambre placée dans l'axe du canon contient une balle, elle est alors percutée, et le joueur perd (il mourra ou sera grièvement blessé). Dans le cas contraire, la partie continue. Un joueur ne peut gagner que par forfait (volontairement déclaré ou par la force des choses).
Par extension, cette expression désigne une décision importante, voire vitale, prise avec beaucoup de risques.

## Historique
L'ancienneté du jeu de la « roulette russe » n'est pas connue avec certitude. Cependant, il existe des indices dans la littérature russe. Par exemple, un jeu nommé « coucou ». L'officier russe est debout sur une table ou une chaise dans une pièce sombre. Lorsque les autres, présents, se cachent et crient « coucou ! », il tire avec un Nagant 95, une arme qui contient sept balles.
Il est également fait référence à un duel organisé par des officiers russes à propos d'une jeune femme courtisée par deux d'entre eux.
L'américain John Bushnell, spécialiste de l'histoire russe et professeur à l'université Northwestern (Illinois), cite deux livres faisant indirectement référence à ce jeu, Le Duel (1905) et De l'aigle au drapeau rouge (1921).
Malgré sa place dans l'imaginaire collectif, la roulette russe semble ne jamais avoir constitué une pratique avérée, contrairement par exemple au duel. Les cas rapportés sont isolés et révèlent souvent d'autres facteurs qu'une réelle volonté de parier sur sa vie : accident avec une cartouche à blanc, comportement à risque provoqué par l'ivresse, suicide…

## Aspect psychopathologique
La psychopathologie de la « roulette russe » relève du domaine des « conduites à risques ». L'interprétation se fait usuellement à partir de quatre modèles de comportement :
- recherche de sensations en maintenant une opposition entre sensations (physiques) et émotions (élaborées psychiquement) ;
- tentative de maîtrise de l'excitation provoquée par l'objet libidinal ;
- comportement ordalique permettant un « auto-engendrement » ;
- addiction (économie parallèle de réduction du désir au besoin).

David Le Breton évoque la construction d'un « moi sacrificiel » dans le contexte d'une « ordalie moderne ».

## Variantes
- En général, il y a une seule balle, et on utilise un revolver à capacité de six balles, mais on peut aussi :
  - utiliser des armes ayant une autre capacité ;
  - placer plusieurs cartouches dans le barillet au lieu d'une seule, selon la probabilité souhaitée, ainsi au lieu de placer une seule balle dans le barillet, on peut ne laisser qu'un compartiment vide ; ou pour une situation équi-probable, alterner les chambres vides et chargées.
- La roulette russe peut se jouer seul ou à plusieurs, éventuellement en pointant l'arme non pas sur soi mais sur un autre participant (ce qui pose cependant un problème de responsabilité pénale en cas de perte). Jouer seul revient à sortir du jeu d'argent puisqu'il n'y a alors pas de pot commun à gagner et d'adversaire à battre. Le jeu se rapproche alors plutôt de la recherche de sensations fortes ou d'un comportement suicidaire (exemple de celui qui joue chaque soir, acceptant de continuer à vivre tant que le coup ne part pas).
- Parfois, on tourne le barillet entre chaque tentative, pour « remettre les compteurs à zéro ». Le jeu devient alors une épreuve de Bernoulli, avec la répétition n fois de l'évènement identique « presser la détente » jusqu'à ce que la probabilité p « le coup part » se réalise (sachant p = 1/6).
- Parfois, ce n'est pas la tête qui est visée, mais une autre partie du corps, par exemple la main.
- En utilisant non pas un revolver, mais un pistolet, on ne peut que perdre. En effet, dans ce type d'arme, une cartouche est automatiquement chambrée dès lors que le magasin n'est pas vide et que le chien est armé. Les Darwin Awards[7], citant le Houston Chronicle[8], rapportent que le 28 février 2000, à Houston, un jeune homme de dix-neuf ans dénommé Rashaad Taylor se serait tué en jouant à la roulette russe de cette manière, ne s'étant pas rendu compte qu'il ne pouvait pas gagner. Il s'agit en fait d'une légende urbaine, le 1er coup étant à sec, rien n'indique qu'il s'agissait bien d'un pistolet et non d'un révolver[9].
- Il existe une autre arme avec laquelle il est théoriquement possible de jouer : le fusil à canon basculant deux coups. En effet, cette arme est munie de deux canons, activés de façon indépendante par deux gâchettes. Il suffit donc qu'un participant (non-joueur) charge une balle seulement, à l'abri des regards, et passe l'arme au joueur désigné, canon refermé. Ce dernier choisit au hasard laquelle des deux détentes presser. Évidemment, cette version du jeu est limitée à seulement un tour avec une situation équiprobable, à moins d'utiliser des armes dotées de plus de canons telles que le drilling (trois canons) ou plus rare, le vierling (quatre canons).

## Probabilités

### Présentation
Les calculs de probabilité pour une partie de roulette russe sont généralement faits en supposant que les chances sont égales pour chaque chambre du barillet de se trouver sous le marteau. Mais cette hypothèse n'est vérifiée que si le poids de la balle n'a pas d'influence sur la position de la balle dans le barillet. Par exemple, lorsque l'on tient l'arme avec le canon pointé vers le bas ou vers le haut, le barillet tourne alors sur un axe vertical et non plus horizontal. Dans le cas où le revolver est tenu à l'horizontale, le poids de la balle fait que le barillet aurait tendance à s'arrêter avec le projectile se trouvant en bas. Ainsi, si le revolver est tenu de sorte que le canon soit en haut, les chances que le tir se fasse à sec sont augmentées.
Par ailleurs, on peut noter que la rotation d'un barillet n'est pas aussi aléatoire que celui de la roulette. Un joueur expérimenté peut très bien réussir à donner l'impulsion juste suffisante en tenant compte de l'emplacement initial de la cartouche, de manière à maximiser les chances de tirer à sec. Ce n'est qu'en confiant le chargement à un tiers participant que le tir sera vraiment à l'aveugle.
Pour des raisons de simplification, dans ce qui suit, on ne prendra pas en compte l'influence du poids de la balle sur le résultat.

### Terminologie
Participant : L'un des joueurs.
P1, P2 … Pn : participants 1 à n respectivement.
Tot : Le nombre total de participants au jeu.
B : Le nombre de balles dans le revolver.
C : Le nombre de chambres dans le barillet.
Tour : Un tour a lieu lorsqu'un participant tente un tir contre lui-même avec le revolver. Par exemple, une partie normale avec B = 1 et C = 6 et le barillet n'étant pas mis en rotation aurait un maximum de 6 tours. Nous considérons que P1 passe en premier, puis P2 et ainsi de suite.
T1, T2 … Tn : tour 1 à n respectivement.
Perdre un tour : le coup part.
Gagner un tour : le coup ne part pas.
La partie cesse au premier tour perdant.

### Calculs
Un participant Pn meurt lorsque Tn résulte en une mort et {\displaystyle {(x-n)}\equiv 0\mod {Tot}}. Par exemple, s'il y a 2 participants (Tot = 2) le participant 1 meurt si le tour 13 est une mort : {\displaystyle {(13-1)}\equiv 0\mod {2}}. En changeant de point de vue, Pn perd n'importe lequel des tours n, n + Tot, n + 2Tot… résultent en une perte (celles-ci peuvent être représentées par la formule Échec de l’analyse (SVG (MathML peut être activé via une extension du navigateur) : réponse non valide(« Math extension cannot connect to Restbase. ») du serveur « http://localhost:6011/fr.wikipedia.org/v1/ » :): {\displaystyle n + xTot}
 où x est un nombre naturel supérieur ou égale à 0).
La forme la plus courante pour une partie de roulette russe a Tot = 2 ; B = 1 ; C = 6 ; P1 perd aux tours 1, 3, 5 et P2 aux tours 2, 4, 6.
Si le cylindre est tourné après chaque coup, la probabilité de perdre un tour est {\displaystyle {\frac {B}{C}}}. Alternativement, la probabilité de gagner un tour est {\displaystyle 1-{\frac {B}{C}}}. Toutefois, les chances de parvenir au tour n diminuent quand n devient plus grand. Car pour parvenir au tour n, les tours n-1, n-2… doivent être gagnés. La probabilité que la partie cesse au tour n est {\displaystyle (1-{\frac {B}{C}})^{(n-1)}*{\frac {B}{C}}}. Alors, la probabilité que Px perde est {\displaystyle \sum _{k=0}^{n}(1-{\frac {B}{C}})^{(x+kT-1)}*{\frac {B}{C}}} lorsque n tend vers l'infini. Ceci peut être simplifié en {\displaystyle A^{x-1}.{\frac {B}{C}}.{\frac {1}{(1-A^{T})}}}, où {\displaystyle A=1-{\frac {B}{C}}}.
Dans une partie standard, P1 a 6/11 chances de perdre, alors que P2 a 5/11 chances. Il est donc préférable de passer en dernier.
On peut remarquer aussi la partie {\displaystyle A^{x-1}} de l'équation. A est toujours plus petit que 1, de cette façon lorsque (x-1) augmente, la probabilité de perdre diminue. Ainsi, il est toujours mieux de passer en dernier, indépendamment du nombre de participants et d'autres paramètres.
Si le barillet n'est pas tourné après chaque coup, la probabilité de perdre la partie peut être déterminée en observant chaque possibilité de configuration de la balle dans le revolver. Par exemple, dans une partie standard, si la balle était en position 3, le participant 1 perdrait. Il existe six positions possibles pour la balle dans une partie standard : 1, 2, 3, 4, 5 ou 6. Le participant 1 perd si elle est en position 1, 3 ou 5 (une chance de 3/6) et le joueur 2 perd si elle est en position 2, 4 ou 6 (une chance de 3/6). Chacun a donc une probabilité égale de perdre (1/2).
Un autre exemple est avec 4 participants, 9 chambres et 1 balle. Il y a neuf positions possibles pour cette partie : 1, 2, 3, 4, 5, 6, 7, 8 ou 9. Le P1 perd si la balle se trouve en position 1, 5 ou 9 (une chance de 3/9), P2 : 2 ou 6 (2/9), P3 : 3 ou 7 (2/9), P4 : 4 ou 8 (2/9). Dans ce cas il est bien plus avantageux de ne pas passer premier.

## Exemples célèbres
- Le 14 avril 1930, le poète futuriste soviétique Vladimir Maïakovski joue à la roulette russe et se tire une balle dans le cœur[10].
- Le 25 décembre 1954, le chanteur américain Johnny Ace meurt en jouant à la roulette russe.
- Le 10 décembre 1964, Michael Boyer, fils de l'acteur franco-américain Charles Boyer et de l'actrice américaine Pat Paterson, se tue en jouant à la roulette russe le soir de son 21e anniversaire.
- En 1972, le chanteur Johnny Hallyday en compagnie de Nanette Workman, tous deux sous l'emprise de l'alcool et de la drogue, sont surpris en train de jouer avec un revolver chargé[11].
- Le 18 octobre 1984, l'acteur américain Jon-Erik Hexum joue à la roulette russe avec un revolver chargé à blanc. Sous l'impact du coup, un fragment d'os provoque une hémorragie cérébrale mortelle.
- Le 10 juillet 1993, l'ancien rugbyman et recordman de titres en championnat de France Armand Vaquerin se tue en jouant à la roulette russe dans le bar qu'il tenait à Béziers.
- Le 5 octobre 2003, l'illusionniste et mentaliste anglais Derren Brown joue à la roulette russe sur l’antenne de la télévision britannique Channel 4. Deux jours après la diffusion, la police locale révèle que l'arme était chargée à blanc[12].
- Le 11 juin 2016, le combattant de MMA Ivan « J.P. » Cole se tue à l'âge de 25 ans, vraisemblablement en jouant seul à la roulette russe[13].

## Dans la fiction

### Littérature
- Dans Le Goûter des généraux (1951) de Boris Vian, le général Korkiloff initie les généraux Lenvert de Laveste, Juillet, Audubon Wilson de la Pétardière, Ching Ping Ting, le président du Conseil Plantin et l'archevêque de Paris Tapecul à la roulette russe.
- Dans la nouvelle The Winter Queen (en) (1998) de Boris Akounine, le jeune Erast Fandorin joue à Moscou à la roulette russe, rebaptisée « roulette américaine ».
- Dans Petronille (2014) d'Amélie Nothomb, son amie joue à la roulette russe afin d'arrondir ses fins de mois.
- Dans le conte grotesque Les Cataleptiques d'Alexis Tchkotoua, publié[Quand ?] dans La Revue littéraire, le personnage principal joue à la roulette russe face à un miroir, laissant ainsi à son reflet l'initiative du premier tir[réf. souhaitée].

### Cinéma
- Plusieurs scènes du film Voyage au bout de l'enfer (1978) de Michael Cimino mettent en scène la roulette russe : lors de la guerre du Viêt Nam, des tortionnaires Viet-Cong imposent aux prisonniers de guerre américains de jouer à la roulette russe.
- Dans le film d'animation La Ballade des Dalton (1978), Sam Game, ancien joueur et juré ayant condamné Henry Dalton, demande à Joe Dalton s'il peut mourir en jouant à la roulette russe jusqu'à ce qu'il perde (mais bien évidemment, en taisant le fait que l'arme était chargée à blanc).
- Dans Malcolm X (1992) de Spike Lee, Malcolm X (Denzel Washington) veut jouer à la roulette russe pour savoir qui sera le cerveau de l'opération.
- Dans Arizona Dream (1993) d'Emir Kusturica, Axel Blackmar (Johnny Depp) joue à la roulette russe.
- Dans Sonatine, mélodie mortelle (1993) de Takeshi Kitano, Murakawa (Kitano) fait une farce en faisant croire à ses subordonnés qu'il veut se tuer en jouant à la roulette russe. Il actionne la détente jusqu'au dernier coup, les faisant paniquer alors qu'il avait retiré la balle.
- Dans la version longue de Léon (1994) de Luc Besson, la petite Mathilda (Natalie Portman) joue à roulette russe pour pousser le tueur Léon (Jean Reno) à lui apprendre son métier de nettoyeur.
- Dans Soleil trompeur (1994) de Nikita Mikhalkov, Mitia, un agent du NKVD, joue à la roulette russe avant de prendre un appel pour une nouvelle mission, et s'en remet au hasard pour décider s'il l'accomplira ou non.
- Dans La Haine (1995) de Mathieu Kassovitz, Astérix (François Levantal) met une balle dans le barillet du révolver de Vinz (Vincent Cassel), pointe le canon sur sa tempe, tire dans le vide puis ajoute une cartouche et recommence. Il tend ensuite le revolver à Vinz en le provocant. S'ensuivent des insultes et des mots incompréhensibles de la part d'Astérix afin que Vinz et ses comparses débarrassent le plancher. Finalement, Astérix montre à Viniz les deux cartouches, qu'il avait en fait gardées dans sa main.
- Dans une scène du film 187 code meurtre (1997) de Kevin Reynolds, Trevor Garfield (interprété par Samuel L. Jackson) joue à la roulette russe avec Cesar Sanchez (Clifton Collins Jr.), en référence à Voyage au bout de l'enfer.
- Dans Cursus fatal (1998) de Dan Rosen, trois adolescents rejouent la scène de Voyage au bout de l'enfer avec des canettes de bière.
- Dans Starsky et Hutch (2004) de Todd Phillips, quand Starsky (Ben Stiller) veut faire parler le Vietnamien en salle d'interrogatoire, il sort son arme pour jouer à la roulette russe.
- Dans Dirty (2005) de Chris Fisher, Salim Adel (Cuba Gooding Jr.) et Armando Sancho (Clifton Collins Jr.) sont contraints de jouer à la roulette russe d'une manière des plus perverses : soit presser une fois la détente en se prenant pour cible, soit presser deux fois la détente en visant son partenaire.
- Dans 13 Tzameti (2005) de Gela Babluani, le héros doit participer à un jeu de roulette russe collective. Dans 13 (2010), remake de 13 Tzameti, le héros assume l'identité d'un homme mort et se retrouve pris dans un pari à huis clos où des hommes jouent sur la vie des autres hommes dans un jeu de roulette russe.
- Dans American Pie : Campus en folie (2007) d'Andrew Waller, Dwaight Stifler participe à une variante de la roulette russe, le revolver étant chargé de « semence » de cheval.
- Dans Live ! (2007) de Bill Guttentag, une femme travaillant pour une chaîne de télévision américaine souhaite faire augmenter l'audience en exploitant la roulette russe dans une émission de téléréalité.
- Dans Esther (2009) de Jaume Collet-Serra, Esther récupère le revolver du père et veut jouer avec Max, sa demi-sœur à la roulette russe, mais n'a pas le temps et repose le revolver.
- Dans 2 Guns (2013) de Baltasar Kormákur, un agent corrompu de la CIA interroge ses victimes en leur faisant subir une variante de la roulette russe, l'arme étant pointée sur des organes non vitaux.
- Dans The November Man (2014), Peter Devereaux (Pierce Brosnan) utilise la méthode de la roulette russe pour faire avouer ses crimes au criminel russe Arkady Federov.

### Télévision
- Dans la série Les Nouvelles Brigades du Tigre (épisode 25 « SOS Tour Eiffel », 1982), l'inspecteur Pujol, enlevé par un fils à papa désœuvré qui a piégé la Tour Eiffel pour la détruire, joue sa liberté à la roulette russe. Son ravisseur, cerné par la police, est ensuite tué lors d'une seconde partie de roulette russe avec Pujol, où c'est alors ce dernier qui tient l'arme.
- Dans la série humoristique La Minute nécessaire de monsieur Cyclopède (épisode « Jouons à la roulette russe avec un imbécile », 1983), Pierre Desproges démontre la nécessité d'avoir un imbécile pour partenaire lorsqu'on joue à la roulette russe (afin de pouvoir passer son tour sans que son adversaire ne proteste lorsque les probabilités sont défavorables).
- Dans la série 24 heures chrono (saison 3, épisode 5, 2003), Jack Bauer est obligé de jouer à la roulette russe lorsqu'il est fait prisonnier.
- Dans la série Lance et Compte : La reconquête (2004), le personnage principal Danny Bouchard se tue en jouant à la roulette russe.
- Dans la série Numb3rs (saison 6, épisode 3, « Pari sur la mort », 2009), un ancien réalisateur de télévision organise des tournois clandestins de roulette russe en obligeant les participants à risquer leur vie pour régler de fortes dettes.
- Dans la série Castle (saison 1, 2009), des jeunes font une sorte de roulette russe.
- Dans la série Sons of Anarchy (saison 4, 2011), Happy pousse les prospects à jouer à la roulette russe pour prouver leur innocence ; ils en sortent indemnes en fin de compte.
- Dans la série True Blood (saison 7, épisode 1, 2014), la vampire Pam (Kristin Bauer) passe un marché pour obtenir des informations si elle survit à une partie de roulette russe version « vampire » (les balles sont en bois et le revolver est dirigé sur le cœur).
- Dans la série Gotham (saison 2, 2015), Théo Galavan (Azrael) donne l'idée de jouer à la roulette russe pour déterminer qui sera le chef entre Jerome Valeska et Greenwood. Jerome fait preuve de courage en tirant trois fois d'affilée.
- Dans la série La Casa de Papel (partie 2, 2017), « Tokyo » torture « Berlin » en jouant à la roulette russe contre son gré. Elle tire cinq fois sans succès (mais sans tourner le barillet entre les coups).
- Dans la série Les Simpson, on retrouve souvent le personnage de Krusty le clown jouant à la roulette russe dans l'arrière salle du bar de Moe.
- Dans la série Las Vegas, un ami de Danny McCoy (Josh Duhamel) lui apprend qu'une personne morte a vraisemblablement perdu au cours de l'une des roulettes russes clandestines de Las Vegas, jouées afin d'effacer des dettes de jeu et pour divertir des couples fortunés.
- Dans la série Gomorra, un mafieux russe veut conclure un marché avec Ciro, à condition qu'il survive à une partie de roulette russe.
- Dans la série Epitafios, la policière Marina Segal (Cecilia Roth) joue à la roulette russe pour gagner de l'argent.
- Dans la série Luther  (saison 1, épisode 2), John Luther (Idris Elba) interpelle le tueur et ce dernier le fait jouer de force à la roulette russe.
- Dans la série Peaky Blinders (saison 3, 2016), la comptesse Tatiana Petrovna (Gaite Jansen) joue à la roulette russe avec le revolver de Thomas Shelby dans le but de le choquer.
- Dans la série Squid Game (saison 2, épisode 1), Seong Gi-hun et le recruteur jouent à la roulette russe sans tourner le barillet chacun leur tour. Le recruteur finit par perdre au 6ème coup.

### Théâtre
- Dans le troisième acte de la pièce Le noir te va si bien, John Mac Lesby et son épouse Lucy Guilvaillant choisissent de se défier au moyen de la roulette russe mais tous deux trouvent des stratagèmes pour ne pas recevoir la balle dans la tempe.

### Bande dessinée et manga
- Il est plusieurs fois question de la roulette russe dans la série Lucky Luke, notamment dans les épisodes :
  - Les Cousins Dalton (1957)
  - Le Grand Duc (1973)
- Dans Mirai Nikki, lors du tome 6 (2008), Kurusu, un agent de police, joue à la roulette russe avec le personnage principal.
- Dans le manga Liar Game (saison 2), la première épreuve à laquelle sont confrontés les protagonistes est une variante de la roulette russe : la « 24-Shot Russian Roulette ». Le barillet peut accueillir 24 balles et contient 6 cartouches à blanc.
- Dans le manga Gambling School, le personnage de Midari Ikishima se montre particulièrement excitée par les paris dangereux, voire suicidaires, la douleur et le danger, surtout si elle peut en mourir, notamment lorsqu'elle joue à la roulette russe.
- Dans Gunsmith Cats, Rally Vincent menace un truand en employant une variante de la roulette russe. Juste après, elle lui révèle qu'elle sait verrouiller le barillet dès que la chambre est chargée et que son record a été douze réussites d'affilée, puis elle lui propose de battre ce record.

### Musique
- Dans la chanson Russian Roulette (1982) du groupe Lords of the New Church.
- Dans l'album Russian Roulette (1986) du groupe Accept, dont la principale thématique est la dénonciation de la guerre. L'image de la roulette russe est prise comme une parabole de la guerre.
- Dans la chanson Sugar (1998) du groupe System of a Down : « Je joue à la roulette russe tous les jours, un sport d'homme, avec une balle qui s'appelle la vie. »
- Dans la chanson « Count down to six and die (The Vacuum of Infinite Space Encompassing) » de l'album Holy Wood (2000) du chanteur Marilyn Manson, on peut entendre en fond sonore une partie de roulette russe.
- Dans la chanson Fanny de l'album Pieds nus sur la braise (2006) du groupe Merzhin.
- Dans la chanson Poker Face (2008) de Lady Gaga : « Russian Roulette is not the same without a gun » (« La roulette russe, c'est pas la même chose sans un révolver »), la chanson se référant à divers jeux de hasards.
- Dans la chanson Russian Roulette de l'album Sonic Boom (2009) du groupe Kiss, la chanson parle du fait d'oser ou non avouer des sentiments amoureux.
- Dans la chanson Russian Roulette (2009) de Rihanna, une femme joue à la roulette russe et traduit son angoisse dans les paroles de la chanson.
- Dans la chanson Roulette Russe de l'album Le grand chaos (2009) du rappeur VII.
- Dans la chanson Vécu de l'album Capitale du Crime 3 (2011) de La Fouine avec Kamelanc', qui se mettent en situation d'une partie de roulette russe durant toute la durée du clip.
- Dans la chanson Alligator Blood du groupe Bring Me the Horizon (2011), le jeu est évoqué tout au long.
- Dans la chanson Russian Roulette (2012) du groupe SPICA, qui interprète et se met en situation d'une partie de roulette russe durant le clip.
- Dans la chanson Russian Roulette (2016) du girls band Red Velvet.
- Le clip vidéo de la chanson Out of the Dark (2020) de l'album Schicksalsmelodien du groupe Eisbrecher, prend place autour d'une partie de roulette russe[14].

### Jeux vidéo
- Dans Metal Gear Solid 3: Snake Eater (2004), Ocelot teste la chance de deux protagonistes en utilisant une variante très proche de la roulette russe : il jongle avec trois revolvers dont un seul est chargé d'une balle placée au hasard et tire six coups en direction de sa victime. Celle-ci a ainsi 6 chances sur 18 chances de mourir, soit une probabilité de 1/3 (33,3 %).
- Dans Conflict: Vietnam (2004), la dixième mission met en scène un jeu de roulette russe, alors que les personnages sont prisonniers des Viet Congs. L'un des soldats américains meurt mais cela donne toutefois l'occasion au groupe de tuer les gardes.
- Dans Call of Duty: Black Ops (2010), des Viet Congs obligent Woods et Mason à jouer au fameux jeu pendant leur captivité (même s'il n'y a guère d'autre enjeu que de déterminer lequel des deux va mourir en premier). Cela leur donne toutefois l'occasion de s'enfuir avec fracas.
- Dans Danganronpa 2: Goodbye Despair (2012), deux personnages sont obligés de jouer à la roulette russe pour activer un mécanisme leur permettant d'achever un jeu d'évasion grandeur nature.
- Dans The Red Strings Club (2018), Irving III joue à la roulette russe avec le personnage principal, Donovan. Quels que soient les choix du joueur, il survivra car Donovan est maudit par le bar. La scène provoque de fortes sensations pour le joueur. Cette scène est un clin d’œil à un précédent jeu de Deconstructeam, Gods Will Be Watching (2014), où le personnage principal est forcé de jouer lors d'une séance de torture, mais avec un réel risque de perdre la partie dans ce cas.
- Dans Detroit : Become Human (2018), Connor retrouve le lieutenant Anderson allongé dans le sol de sa cuisine au bord du coma éthylique, alors que celui jouait à la roulette russe, évanoui in extremis (la balle suivante l'aurait tué) à cause de l'alcool.
- Dans Buckshot Roulette (2023), le joueur joue à la roulette russe contre un adversaire (pnj ou un ou plusieurs autres joueurs) au moyen d'un fusil à pompe chargé de cartouches à blanc et réelles.

## Autour du terme
- Un cocktail à base de vodka porte le nom de « Roulette russe »[15],[16].